# Vittyglad eufonia
Vittyglad eufonia (Euphonia chrysopasta) är en fågel i familjen finkar inom ordningen tättingar. Den förekommer i låglänt regnskog i norra Sydamerika. Arten tros minska i antal, men beståndet anses vara livskraftigt.

## Utseende och läte
Vittyglad eufonia är en gulfärgad knubbig liten fink med kort stjärt. Hanen är fylligt guldgula med ljusgrå nacke och tydligt vit tygel. Honan har en liknande dräkt, men undersidan är grå. Jämfört med andra eufoniahonor, notera ljus fläck kring näbben samt gula undre stjärttäckare, utan orange anstrykning,. Bland de olika lätena hörs korta serier med ljusa visslingar och tjippande ljud samt ett mjukt "dwick".

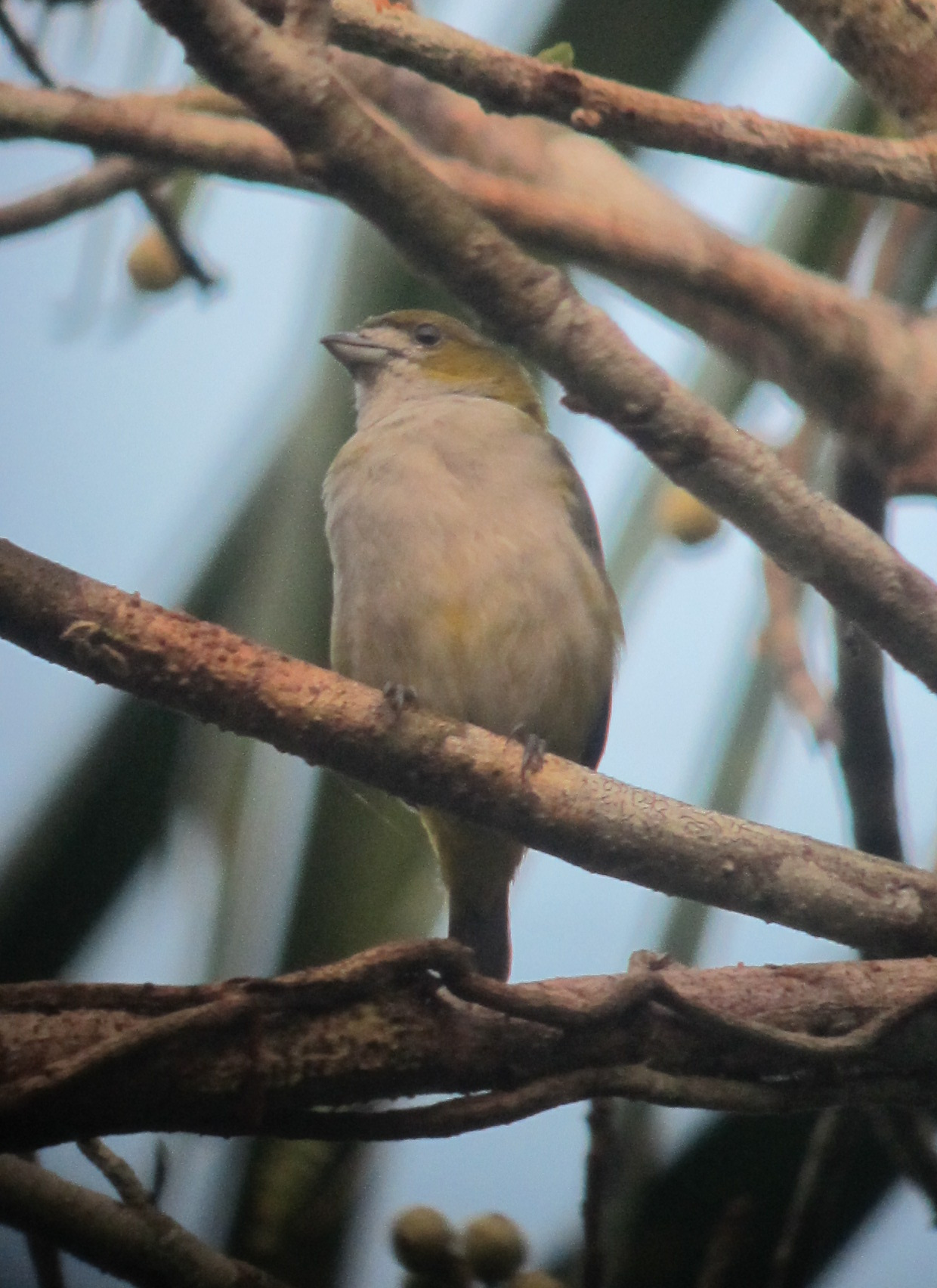
Hona.

## Utbredning och systematik
Vittyglad eufonia förekommer i norra Sydamerika. Den delas in i två underarter med följande utbredning:
- Euphonia chrysopasta chrysopasta – förekommer från tropiska sydöstra Colombia till Bolivia och angränsande västra Brasilien
- Euphonia chrysopasta nitida – förekommer från östra Colombia till södra Venezuela, Guyana och norra Brasilien

### Familjetillhörighet
Tidigare behandlades släktena Euphonia och Chlorophonia som tangaror, men DNA-studier visar att de tillhör familjen finkar, där de tillsammans är systergrupp till alla övriga finkar bortsett från släktet Fringilla.

## Levnadssätt
Vittyglad eufonia hittas i låglänt regnskog, vanligen i öppnare och yngre delar.

## Status och hot
Arten har ett stort utbredningsområde, men tros minska i antal, dock inte tillräckligt kraftigt för att den ska betraktas som hotad. Internationella naturvårdsunionen IUCN listar arten som livskraftig (LC).